# 沈尚仁
沈尚仁。浙江山阴县（今属浙江绍兴市）人，顺天籍，清朝政治人物。

## 生平
沈尚仁为康熙九年（1670年）庚戌科进士。康熙十四年（1675年）任江南崇明县知县。1679年由朱衣点接任。被劾去职，在海中遇难。